# Высший апелляционный суд Гонконга
Высший апелляционный суд Гонконга (кит. трад. 香港終審法院, англ. Hong Kong Court of Final Appeal) — суд высшей инстанции в Гонконге. Он был учреждён 1 июля 1997 года после создания Специального административного района Гонконг, заменив Судебный комитет Тайного совета в качестве высшего судебного учреждения в соответствии с законодательством Гонконга.
Как определено в статьях 19 и 85 основного закона Гонконга, высший апелляционный суд «осуществляет судебную власть в регионе независимо и свободно от какого-либо вмешательства». Указ о Высшем апелляционном суде Гонконга и Правила Высшего апелляционного суда Гонконга подробно излагают функции и процедуры суда.

## Структура суда
Высший апелляционный суд состоит из главных судей, не менее трех постоянных судей и не более 30 непостоянных судей, которые могут быть из Гонконга или любой зарубежной юрисдикции общего права. Согласно основному закону Гонконга, специальный административный район остаётся юрисдикцией общего права. Судьи из других юрисдикций общего права могут быть наняты и служить в судебной системе в качестве непостоянных судей в соответствии со статьёй 92 Основного закона; на сегодняшний день назначенные судьи работали в судебных системах Англии и Уэльса, Австралии, Новой Зеландии, Канады и Шотландии. Помимо главного судьи, для постоянных или непостоянных судей не существует никаких требований к гражданству.